# Chimeneas Gigantes de Trinidad (Honduras)
Las Chimeneas Gigantes del Municipio de Trinidad, Departamento de Santa Bárbara son una fiesta artística cultural efímero que se realiza en el mes de diciembre de cada año, con un tema en especial.

## Descripción
Las Chimeneas Gigantes de Trinidad, Santa Bárbara son una muestra artística y cultural de un pueblo que ha llamado la atención tanto de Honduras y el mundo, a través de estas manifestaciones monumentales bien realizadas y acabadas y que nacen a partir del 8 de diciembre de 2001 y que se vienen celebrando cada año montando las majestuosas figuras sobre una calle común del Barrio Las Ollitas y corriente a la cual han denominado "Paseo Real de las Chimeneas Gigantes". En el año 2015 la Municipalidad de Trinidad intento prohibir la realización de este evento debido a su final, el cual es prender fuego a la figura y lo que conlleva un riesgo de incendio. Mismo que no ha ocurrido y por ende, se continua con la celebración de la fiesta, según lo relata el fragmento que fue transcrito y que es lema del Municipio: "Desde el subsuelo profundas raíces gigantescas, sustentan las venas milenarias de los trinitecos. Por la divina gracia de quienes nos dieron un lugar para nacer, fuimos alúas, españoles, peninsulares y criollos. Hoy somos agua, fuego, amistad, alegría. Nuestra conciencia histórica tiene origen, Dignidad y orgullo ancestral. Y así será para siempre. Trinidad, 14 de mayo de 1794" motivo por el cual, la población se ha volcado año tras año en perfeccionar la fiesta de monumentos de fuego.

## Fiestas internacionales relacionadas
Las "Chimeneas Gigantes" no son una copia de las fiestas falleras valencianas en España, a diferencia que las Fallas se realizan en el mes de marzo de cada año, principiando el 1 de marzo hasta acabar el 19 de marzo día de San José obrero, además dando paso de la estación de invierno a la primavera. Las Chimeneas Gigantes, se realizan en un corto tiempo de exposición, tres días de diciembre de cada año hasta la noche cuando se queman los monumentos artísticos.  
Las fechas son las siguientes: 11 de diciembre: Llevada de Estructuras                                                                                                                                                                                                        12 de diciembre: Exposición de Estructuras                                                                                                                                                                                                                         13 de diciembre: La Voz del Fuego; Quema de Estructuras

## Tema de fiestas anteriores
Cada año se elige un tema, los cuatro últimos años pasados, han sido los siguientes:
| Año  | Nombre tema               | Inglés                 |
| ---- | ------------------------- | ---------------------- |
| 2016 | Defendiendo la Naturaleza | Defending Mother Earth |
| 2017 | Mundo Acuático            | Waterworld             |
| 2018 | El Circo                  | The Circus             |
| 2019 | Culturas del Mundo        | Cultures of the World  |
| 2020 | 20 Aniversario            | 20th Aniversary        |

## Artistas
- Delmer Dagoberto López Moreno
- Karen Irías Morel
- Cristhian Enrique Fajardo P.
- Misael Gutiérrez
- Yorbin René Fernández Rivera:
- Kelvin Offishall Paz
- Yefrin Edgardo Castellanos
- Ramón Rivera (Director proceso de elaboración)

## Sitios web
- Facebook
- Twitter